# Anna Cristina Niceta Lloyd
Anna Cristina « Rickie » Niceta Lloyd (née le 22 mai 1970) est une organisatrice d'événements italo-américaine qui a occupé le poste de secrétaire sociale de la Maison Blanche pour le président américain Donald Trump. Elle est nommée par la Première dame Melania Trump le 8 février 2017. Avant son poste à la Maison Blanche, Lloyd travaille pour Design Cuisine, une entreprise de restauration. Elle démissionne le 6 janvier 2021 à la suite de la prise d'assaut du Capitole des États-Unis, marquant son désaccord avec le rôle de Donald Trump dans cette affaire.

## Formation et carrière
Niceta Lloyd est diplômée du Hollins College.
En tant que responsable de compte[style à revoir] pour Design Cuisine, Lloyd soutient[style à revoir] le Comité mixte sur les cérémonies inaugurales en fournissant des services de restauration pour cinq inaugurations présidentielles, ainsi que de nombreux déjeuners, sommets et conférences d'État en coordination avec le Bureau du chef du protocole. Plus récemment, elle participe à la planification et à l'exécution d'événements pour les célébrations inaugurales du président Trump.
Le 6 janvier 2021, elle démissionne de son poste afin de marquer son désaccord avec les agissements de Donald Trump. Elle est la deuxième membre du personnel de l'administration Trump à démissionner dans le contexte de la prise d'assaut du Capitole des États-Unis.

## Vie privée
Niceta Lloyd est mariée à Thomas Lloyd. Le couple a deux enfants. Lloyd est le fils de Stacy Barcroft Lloyd Jr. et le petit-fils de Rachel Lambert Mellon . Mellon est connu pour avoir contribué à la refonte de la roseraie de la Maison Blanche avec Jacqueline Kennedy au début des années 1960.